# Sévero-Vostótxnie Sadi
Sévero-Vostótxnie Sadi - Северо-Восточные Сады (rus) - és un khútor de la República d'Adiguèsia, a Rússia. Es troba a 14 km al nord de Tulski i a 3,5 km al nord de Maikop.
Pertanyen a aquest municipi els khútors de 17 let Oktiabrià, Grozni, Diàkov, Oktiabrski, Proletarski i Sovetski i l'aül de Mafekhabl.